# Mantua, Ohio
Mantua là một làng thuộc quận Portage, tiểu bang Ohio, Hoa Kỳ. Năm 2010, dân số của làng này là 1043 người.

## Dân số
- Dân số năm 2000: 1046 người.
- Dân số năm 2010: 1043 người.